# Остров (Шекснинский район)
Остров — деревня в Шекснинском районе Вологодской области.
Входит в состав сельского поселения Никольского, с точки зрения административно-территориального деления — в Никольский сельсовет.
Расстояние по автодороге до районного центра Шексны — 10,7 км, до центра муниципального образования Прогресса — 9,7 км. Ближайшие населённые пункты — Ванеево, Митькино, Потеряево.
По переписи 2002 года население — 24 человека (11 мужчин, 13 женщин). Преобладающая национальность — русские (96 %).